# László Dezső
Vitéz László Dezső (ur. 23 lipca 1893 w Lovászpatonie, zm. 8 czerwca 1949 w Budapeszcie) – węgierski oficer podczas I i II wojny światowej. Dowódca 1 Armii.
Walczył do końca II wojny światowej, skapitulował przed armią USA 8 maja 1945.
Po aresztowaniu przez Amerykanów w 1945 został przekazany w 1946 roku nowym władzom węgierskim. W 1949 roku węgierski Trybunał Ludowy skazał generała na karę śmierci.
W roku 1999 węgierski Sąd Najwyższy rehabilitował generała Dezső.

## Nagrody i odznaczenia
- Order Vitéza
- Krzyż Żelazny (1939) I i II klasy
- Rycerski Krzyż Żelazny (3 marca 1945)